# Irina Krasnianska
Irina Krasnianska (Vologda, RSFS de Rusia, 19 de noviembre de 1987) es una gimnasta artística ucraniana, campeona mundial en 2006 en la viga de equilibrio.

## Carrera deportiva
En el Mundial celebrado en Aarhus (Dinamarca) en 2006 consiguió la medalla de oro en la viga o barra de equilibrio, por delante de la rumana Sandra Izbaşa y la canadiense Elyse Hopfner-Hibbs (bronce).